# Head Crusher
Head Crusher — перший сингл американського треш-метал-гурту Megadeth з дванадцятого студійного альбому Endgame. Сингл вийшов 7 липня 2009 року і був доступний для скачування на офіційному сайті Roadrunner Records протягом доби. 3 грудня цього ж року стало відомо, що «Head Crusher» номінується на «Найкраще метал виконання» 52-ой церемонії «Греммі», яка пройшла 31 січня 2010 року. Однак, вчергове гурт не завоював цю престижну нагороду.

## Тематика лірики
Ця пісня про середньовічний пристрій для тортур з тією ж назвою.

## Музичне відео
Кліп на пісню вийшов у вересні 2009 року. Існують дві версії відео: з цензурою і без. Режисером обох версій був Патрік Кендалл.

## Учасники запису
- Дейв Мастейн — вокал, гітара
- Кріс Бродерік — гітара
- Джеймс Ломенцо — бас-гітара
- Шон Дровер — ударні